# Pilosocereus tweedyanus
Pilosocereus tweedyanus es una especie de planta fanerógama de la familia Cactaceae.

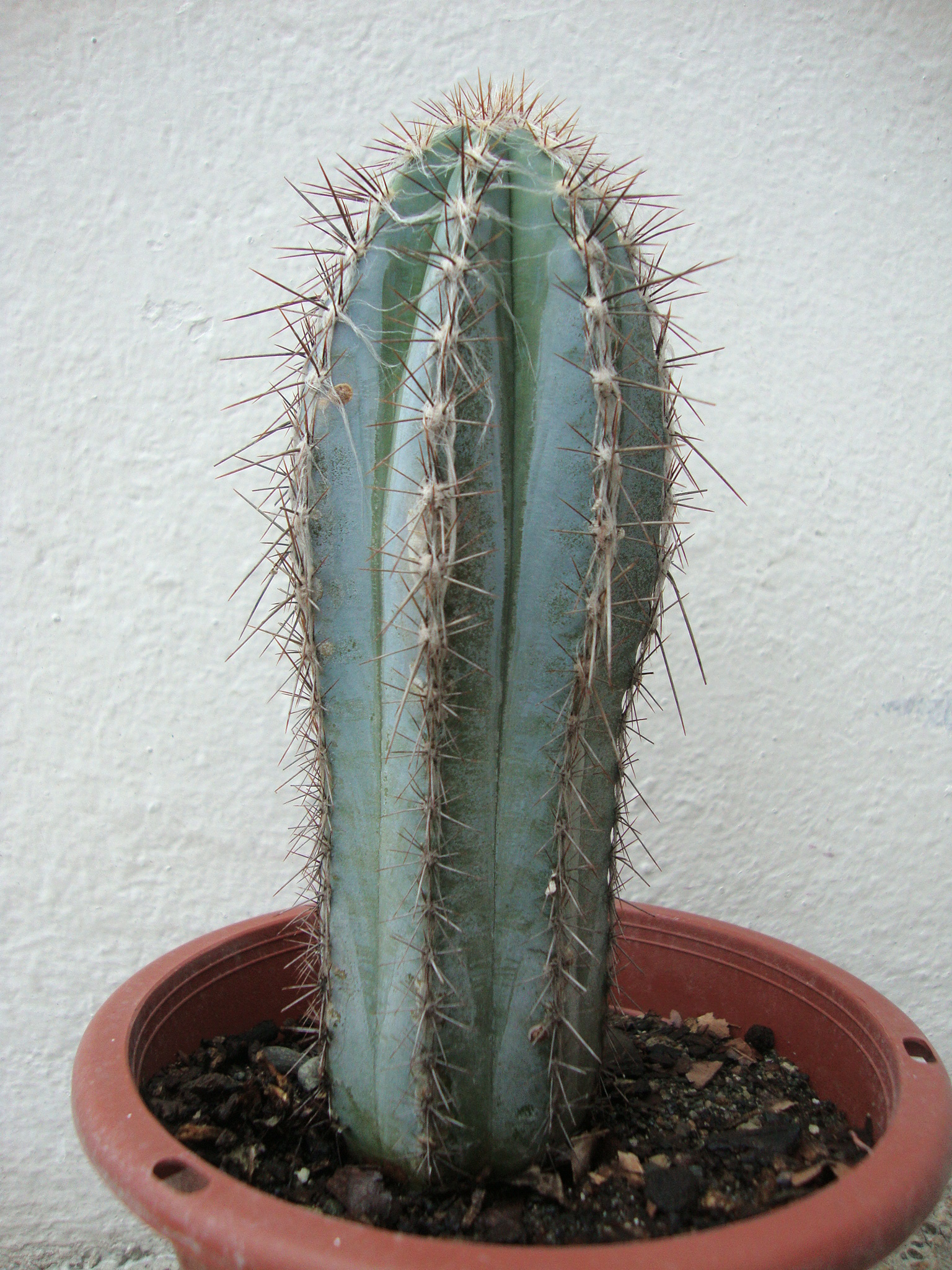
Ejemplar de dos años de edad.

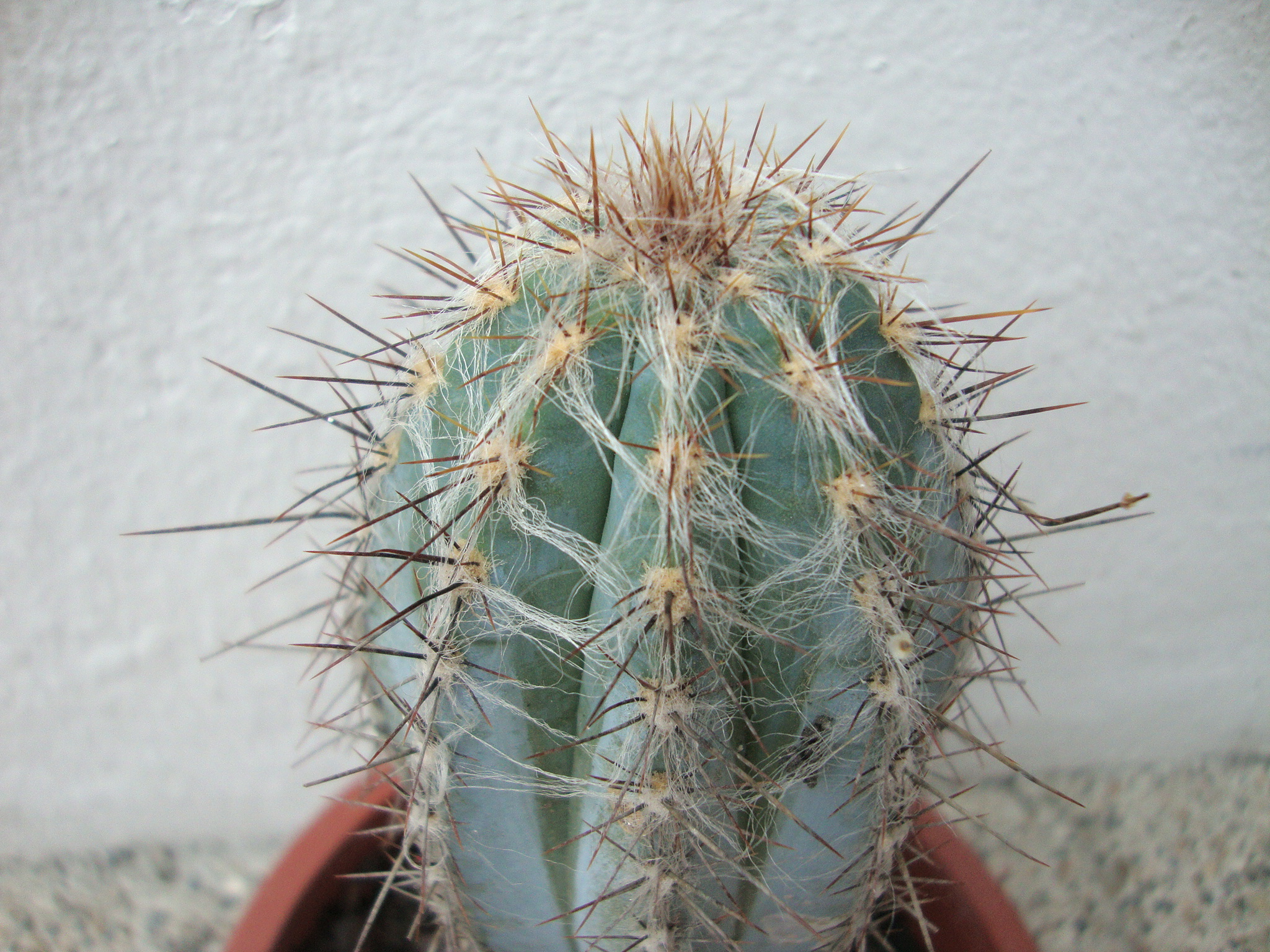
Ejemplar de Pilosocereus tweedyanuz

## Descripción
Es un cacto de tamaño árbol, perenne, con tronco corto que se bifurca en varias ramas largas erectas verticales de color gris azulado verdoso. Las ramas tienen de 7 a 11 ángulos y están divididas en crestas espinosas y ranuras lisas. La especie se caracteriza por la ausencia de hojas y la gran cantidad de grupos de espinas afiladas pardas o grises de 1-2,75 cm de largo situadas en las crestas de las ramas. Florece irregularmente durante el año. Las flores carnosas de tono blanco de forma tubular tienen muchos sépalos y pétalos. Las flores solitarias están situadas cerca de los ápices de las ramas. El tronco está compuesto de tejidos que almacenan el agua que junto al sistema de raíces extenso y superficial le da a la especie gran resintencia al calor. Posee de 10 a 12 costillas verticales, con areolas circulares de has 1cm de diámetro color blanco desde donde salen 10 a 15 espinas radiales y 4 a 6 espinas centrales dispuestas como agujas hacia afuera del cuerpo del cactus. A lo largo de las areolas sales largos filamentos color blanco que recubre el cactus para ayudar a protegerse del sol.
Como muchos otros Pilosocereus, tiene grandes flores de color claro, muy perfumadas, en forma de embudo que se abren por la noche y permanecen abiertas al menos 24 horas. Son de clima cálido, no toleran las heladas y crecen desde el nivel del mar a pleno sol, llegando a formar verdaderos bosques de estos ejemplares.

## Distribución y hábitat
Es uno de los cactus más extendidos por la Costa de Ecuador, principalmente en las Provincias del Guayas, Santa Elena y Manabí. Habita en bosques secos de las 3 provincias desde el nivel del mar hasta los 1.100 metros sobre el nivel de mar.

## Conservación
Lamentablemente la de-forestación, destrucción del hábitat y nuevos asentamientos humanos, están acabando con este bello ejemplar. Lamentablemente los pobladores no ven a los cactus como parte del ecosistema y lo respetan como tal y a cambio son talados indiscriminadamente. No existe ninguna ley o política gubernamental para proteger las especies de cactáceas del Ecuador.

## Cultivo
Suelos sueltos, con muchas piedras pequeñas y algo de arcilla, cultivos de colecciones puede utilizarse en partes iguales arena, grava, arcilla, humus y tierra negra de jardín. Regar moderadamente es muy resistente a las sequías.

## Taxonomía
Pilosocereus tweedyanus fue descrita por (Britton & Rose) Byles & G.D.Rowley y publicado en Cactus and Succulent Journal of Great Britain 19(3): 67. 1957.
Etimología
Pilosocereus: nombre genérico que deriva de la palabra  griega:
pilosus que significa "peludo" y Cereus un género de las cactáceas, en referencia a que es un Cereus peludo.
tweedyanus: epíteto
Sinonimia
- Cephalocereus tweedyanus Britton & Rose
- Cereus tweedyanus (Britton & Rose) Werderm.
- Pilocereus gironensis Rauh & Backeb.
- Pilocereus tweedyanus (Britton & Rose) Backeb.[2]